# Donortaal
Het begrip donortaal verwijst naar een taal waaruit elementen in een andere taal worden gebruikt, zonder dat de spreker of schrijver geheel in de donortaal overgaat.
Een donortaal kan op elk niveau van de grammatica en uit het lexicon elementen aanleveren, die al dan niet in gewijzigde vorm worden gerealiseerd. Het doneren van talige elementen kan een incidenteel zowel als een structureel karakter hebben. Wanneer het gedoneerde element binnen de voor de ontvangende taal geldende norm valt, wordt het een ontlening genoemd, wanneer het buiten deze norm wordt gehouden, dan geldt het als barbarisme. Wanneer het incidenteel is, wordt wel van een nonce-borrowing gesproken.
Enige voorbeelden:
- lexicaal niveau: bij gebrek aan een geschikt Nederlands alternatief wordt in het Nederlands van begin 2005 tegenwoordig de Engelse computerterm phishing gebruikt. In eerste instantie gaat het om incidentele vormen. Het ligt in de lijn der verwachting dat die een structurele plaats in het Nederlands zullen verwerven en, zoals veel door het Engels gedoneerde computertermen, snel binnen de norm van het Standaardnederlands zal vallen. Een structurele, maar niet algemeen aanvaarde donatie is het door het Duits gedoneerde middels. Een structurele en algemeen aanvaarde donatie is het door het Frans gedoneerde en fonetisch en morfologisch geconverteerde arriveren.

- idiomatisch niveau: op idiomatisch niveau heeft het Nederlands in de jaren 90 de uitdrukking to go for aan het Engels ontleend in zijn geconverteerde vorm gaan voor. Als incidentele donatie is zij door de NS-televisiereclame bekend geworden en heeft ondertussen (stand 2005) een structurele plaats in de Nederlandse taal, hoewel ze vooralsnog buiten de norm van het Standaardnederlands wordt gehouden.

- syntactisch niveau: in het Duits wordt in toenemende mate na het voegwoord weil in plaats van een gewone bijzin een zin met de woordvolgorde van een hoofdzin gebruikt (... weil ich hab sie umgebracht., in plaats van ... weil ich sie umgebracht hab.). Daaraan is waarschijnlijk het Engels debet. Deze constructie is ondertussen structureel, maar nog niet in de norm van het Standaardduits opgenomen. Wat soortelijks is te observeren in het Fries. Daar is onder invloed van het Nederlands de woordvolgorde hulpwerkwoord - hoofdwerkwoord (... dat ik it ha dien in plaats van ... dat ik it dien ha) aan het opkomen. Die is ondertussen structureel, maar nog niet in de norm van het Standaardfries opgenomen.